# Lazarevac (Blace)
Pour les articles homonymes, voir Lazarevac (homonymie).
Lazarevac (en serbe cyrillique : Лазаревац) est un village de Serbie situé dans la municipalité de Blace, district de Toplica. Au recensement de 2011, il comptait 88 habitants.

## Démographie
| 1948 | 1953 | 1961 | 1971 | 1981 | 1991 | 2002 | 2011 |
| ---- | ---- | ---- | ---- | ---- | ---- | ---- | ---- |
| 436  | 422  | 345  | 242  | 179  | 159  | 114  | 88   |

|  |